# Агаев, Джавад Азер оглы
Джавад Азер оглы Агаев (азерб. Cavad Azər oğlu Ağayev; род. 15 января 2002, Хырдалан) — азербайджанский тхэквондист, бронзовый призёр чемпионата мира 2022 года, серебряный призёр чемпионата Европы 2023 года и V Игр исламской солидарности, чемпион мира среди юношей 2018 года, бронзовый призёр летних юношеских Олимпийских игр 2018.

## Биография
Джавад Азер оглы Агаев родился 15 января 2002 года в Баку. Отец Агаева занимается ремонтом автомобилей, а мать — домохозяйка. Окончил школу № 45 посёлка Дигях.
Является воспитанником Апшеронской школы тхэквондо. Член клуба тхэквондо «Борец» (азерб. Mübariz).
До знакомства с тхэквондо Джавад пробовал себя в двух видах единоборств. Так, когда ему было 12 лет, он пять месяцев занимался боями без правил, а затем четыре месяца занимался дзюдо. По его словам, тренеры обоих видов спорта посоветовали ему заняться тхэквондо, учитывая его физические данные.
Таким образом, в сентябре 2015 года Джавад, стал тренироваться под началом Сабухи Зульфугарова и Самира Айдынлы. Уже в 2016 году Джавад Агаев принял участие в молодёжном первенстве страны и стал чемпионом.
С 2017 года являлся участником различных юнощеских соревнований. В 2017 году выиграл серебро клубного чемпионата Европы среди юношей в Белеке, бронзу турнира Dutch Open в Эйндховене и чемпиоанта Европы среди юношей в Ларнаке.
В 2018 году стал победителем клубного чемпионата Европы среди юношей в Стамбуле, чемпином мира среди юношей в Хаммамете, а также бронзовым призёром летних юношеских Олимпийских игр в Буэнос-Айресе.
В августе 2022 года завоевал серебро на V Играх исламской солидарности в турецком городе Конья. В ноябре этого же года завоевал бронзовую медаль на чемпионате мира в мексиканском городе Гвадалахара.
В августе 2023 года стал серебряным призёром чемпионата Европы в Таллине.
В мае 2024 года завоевал бронзовую медаль на чемпионате Европы по тхэквондо 2024.